# بومبيو فابرا
بومبيو فابرا إي بوتش ولد في 20 فبراير سنة 1868 في غراسيا برادا دي كونفلينت وتوفي 25 ديسمبر سنة 1948 كان مهندسًا ونحويًا إسبانيًا وكان المؤلف الرئيسي للإصلاح المعياري للغة الكاتالونية المعاصرة.

## حياة
وُلد بومبيو فابرا في غراسيا التي كانت في ذلك الوقت لا تزال منفصلة عن برشلونة في عام 1868 وكان هو ترتيبه الاخير بين اخوته الاثنى عشر من أب اسمه جوزيب فابرا إي روكا وامهم كارولينا بوتش آي مارتي وعندما كان بومبيو في السادسة من عمره انتقلت العائلة إلى برشلونة.
منذ صغره إلى حد ما كرس فابرا نفسه لدراسة اللغة الكاتالونية من  خلال جريدة ودار النشر Tipografia de L'Avenç ولقد شارك في حملة لإصلاح قواعد الإملاء الكاتالونية بين عامي 1890-1892وقام بنشر التهجئة الكاتالونية تراكت مع الكاتب والناشر Jaume Massó i Torrents Joaquim Casas i Carbó محامٍ وكاتب بارز عام 1904.
وعلى الرغم من اهتمامه الشخصي باللغويات درس فابرا الهندسة الصناعية في برشلونة وفي عام 1902 قبل منصب رئيس قسم الكيمياء في كلية الهندسة في بلباو ومن  خلال فترة عمله في بلباو شارك فابرا بنشاط في المؤتمر الدولي الأول للغة الكاتالونية الذي عقد عام 1906 ومنحه هذا الحدث مكانة معينة في مجال اللغويات الكاتالونية. في عام 1911 وعاد إلى برشلونة ليصبح أستاذاً (كاتيدرا) — وهو منصب أنشأه diputació (الحكومة المحلية) في برشلونة — وعضوًا في قسم فقه اللغة في معهد الدراسات الكاتولنية الذي تم إنشاؤه حديثًا وأصبح فيما بعد رئيسًاو في عام 1912 نشر كتابه Gramática de la lengua catalana (بالإسبانية).
نشر المعهد Normes ortogràfiques في عام 1913 و Diccionari ortogràfic في عام 1917 و Gramàtica catalana الرسمية في عام 1918  وفي نفس العام قام فابرا أيضًا بتحرير الكتاب المدرسي Curs mitjà de gramàtica catalana والذي نشرته l'Associació Protectora de l ' إنسينيانسا كاتالانا تم جمع كتابه محادثاته filològiques الذي نُشر لأول مرة في صحيفة لا بابليستات لاحقًا باسم "Popular Barcino" ربما كان أشهر أعماله هو Diccionari General de la Llengua Catalana (1932) والذي أصبحت الطبعة الأولى منه فيما بعد القاموس الرسمي للمعهد.

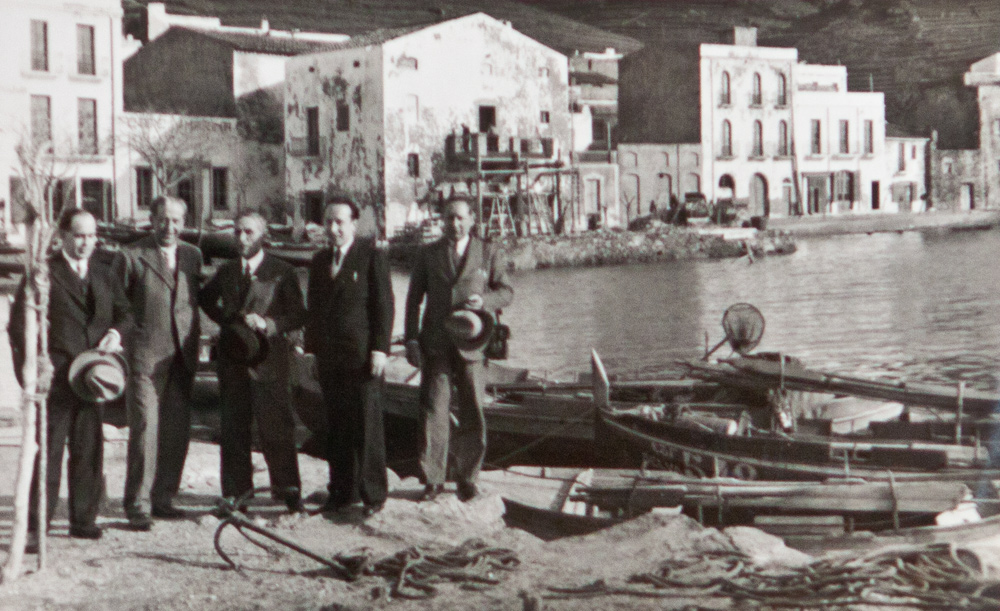
يقع بومبيو فابرا في المركز

في عام 1932 نظرًا لمكانته العلمية تم تسميته بالإجماع أستاذًا (catedràtic) من الجامعة الجمهورية Aut notnoma de Barcelona (يجب عدم الخلط بينه وبين جامعة برشلونة المستقلة اللاحقة التي تم إنشاؤها في الستينيات خلال نظام إسبانيا الفرانكوية)و في العام التالي وتم تعيينه رئيسًا لمجلس إدارة الجامعة مما أدى إلى سجنه في عام 1934 في أعقاب «أحداث 6 أكتوبر» عندما قامت قوات الجمهورية الإسبانية الثانية بإخماد انتفاضة الحكومة الكتالونية بقيادة شركة لويس كومبنيس. 
أعيد فابرا إلى منصبه في هيئة التدريس بعد انتخابات فبراير 1936 ولكن الحرب الأهلية الإسبانية بدأت في يوليو من ذلك العام واضطر إلى الفرار من بلاده عندما تم غزو برشلونة من قبل الجيش الفرانكو وبحلول عام 1939 كان في المنفى في فرنسا حيث عانى الكثير من المصاعب وعاش في باريس ومونبلييه حيث ترأس جوكس فلورالس مسابقة أدبية في عام 1946 وانتقل في النهاية إلى برادا دي كونفلينت في الكاتالونية منطقة التحدث من فرنسا حيث توفي في 25 ديسمبر 1948 في مرحلة ما خلال المنفى انه قدم وصيته في أندورا بحيث يتم ذلك في بلد كانت اللغة الكاتالونية هي اللغة الرسمية فيه. 

## ميراث
كل عام يزور الآلاف من الكاتالونيين قبره في دير كويسا بالقرب من برادا. تحمل جامعة بومبيو فابرا في برشلونة اسمه.

## كتب

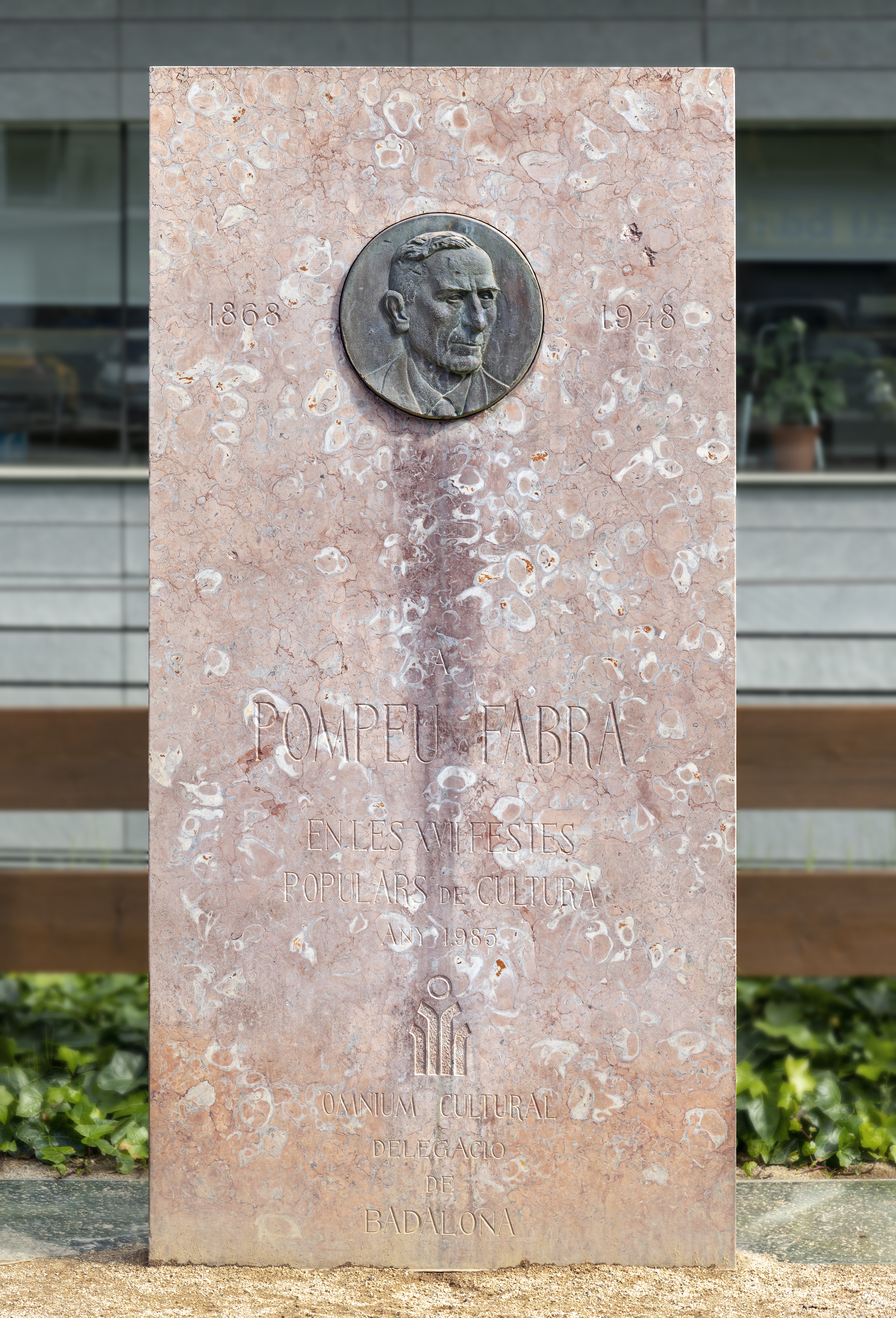
نصب تذكاري لبومبيو فابرا في بادالونا.

- Tractat de ortografia catalana (1904)
- أسئلة دي جراماتيكا كاتالانا (1911)
- La Coordinació i la subordinació en els documents de la cancilleria catalana durant el segle XIV (1926)
- Diccionari ortogràfic Abreujat (1926)
- La conjugació dels verbs en català (1927)
- Diccionari ortogràfic: precedit d'una exposició de l'ortografia catalana (1931)
- الكاتالا ليتراري (1932)

## فهرس
- مهندس الكاتالونية الحديثة: كتابات مختارة / بومبيو فابرا (1868-1948) ؛ ترجمة آلان ييتس. أمستردام: شركة جون بنجامين للنشر.

## روابط خارجية
- إشعار السيرة الذاتية من قبل Josep Pla (باللغة الكاتالانية)